# Sphaerospora undulans
Sphaerospora undulans is een microscopische parasiet uit de familie Sphaerosporidae. Sphaerospora undulans werd in 1970 beschreven door Meglitsch. 